# Ахмановское сельское поселение
Ахмановское сельское поселение — упразднённое муниципальное образование в Пижанском районе Кировской области, административный центр — Ахманово.

## География
Автомобильная дорога Пижанка-Казаково, отворот на Озеро 10 км (2 км, 1 км асфальт), отворот на Ахманово 11 км (1 км), отворот на село Стретенка 10 км (5км асфальт).

## История
Ахмановское сельское поселение образовано 1 января 2006 года согласно Закону Кировской области от 07.12.2004 № 284-ЗО.
Законом Кировской области от 30 апреля 2009 года № 369-ЗО в состав поселения включены населённые пункты упразднённого Стретенского сельского поселения.
К 2021 году упразднено в связи с преобразованием муниципального района в муниципальный округ.

## Население
| 2010 | 2012  | 2013  | 2014 | 2015 | 2016 | 2017 |
| ---- | ----- | ----- | ---- | ---- | ---- | ---- |
| 1162 | ↘1102 | ↘1030 | ↘998 | ↘950 | ↘927 | ↘886 |
| 2018 | 2019  | 2020  | 2021 |      |      |      |
| ↘843 | ↘795  | ↘749  | ↘676 |      |      |      |

## Состав сельского поселения
В состав сельского поселения входят 20 населённых пунктов:
| №  | Населённый пункт | Тип населённого пункта          | Население |
| -- | ---------------- | ------------------------------- | --------- |
| 1  | Ахманово         | деревня, административный центр | 421       |
| 2  | Бахтино          | деревня                         | 12        |
| 3  | Второй Ластик    | деревня                         | 289       |
| 4  | Евсиково         | деревня                         | 6         |
| 5  | Железнево        | деревня                         | 0         |
| 6  | Кабатчено        | деревня                         | 7         |
| 7  | Кишкино          | деревня                         | 0         |
| 8  | Лежнята          | деревня                         | 5         |
| 9  | Люметьево        | деревня                         | 0         |
| 10 | Озеро            | деревня                         | 3         |
| 11 | Пекшиково        | деревня                         | 27        |
| 12 | Первый Ластик    | деревня                         | 97        |
| 13 | Пижанцы          | деревня                         | 16        |
| 14 | Попеново         | деревня                         | 4         |
| 15 | Сретенское       | село                            | 150       |
| 16 | Телицино         | деревня                         | 0         |
| 17 | Третий Ластик    | деревня                         | 79        |
| 18 | Чурино           | деревня                         | 6         |
| 19 | Шеболово         | деревня                         | 40        |
| 20 | Шубино           | деревня                         | 0         |

### Упразднённые населённые пункты
- Бухары
- Малахово
- Кремлёнки
- Камышонки
- Голыши

## Экономика
Ахмановский колхоз(ОАО Ахмановское(главное предприятие), СПК Стретенский(почти полностью развалился.